# Europäische Mikrowellen-Woche
Die Europäische Mikrowellenwoche (englisch European Microwave Week; kurz: EuMW) ist eine internationale wissenschaftliche Konferenz. Sie widmet sich allen Aspekten der Mikrowellentechnik.

## Geschichte
Die erste Europäische Mikrowellenwoche fand im Jahr 1998 in Amsterdam statt. Sie stellte sich damit in die Tradition der seit 1969 durchgeführten Europäischen Mikrowellenkonferenz (EuMC), die in ihr aufging. Da die zur EuMC-Konferenz gehörige Ausstellung im Laufe der Jahre geschrumpft war, nahmen die Organisatoren dies zum Anlass, das Themenfeld zu erweitern und so die Attraktivität der Veranstaltung zu steigern. Deshalb wurden außer der EuMC für einige Jahre noch die GaAs (Konferenz mit Schwerpunkt Galliumarsenid als Halbleiter-Werkstoff) und die Wireless (Konferenz über drahtlose Übertragungsverfahren) zur neugeschaffenen Europäischen Mikrowellenwoche gebündelt. Heute bildet die EuMC zusammen mit der European Microwave Integrated Circuits Conference (EuMIC) für Integrierte Schaltungen und der  European Radar Conference (EuRAD) für Radartechnik die aktuelle EuMW.
Im Gegensatz zur früheren EuMC, die in vielen unterschiedlichen Städten auch der kleineren Länder Europas stattfand, fokussiert sich die EuMW auf die für die Mikrowellenindustrie besonders wichtigen Länder Deutschland, Frankreich, Großbritannien, Italien und die Niederlande und wird – mit Ausnahme von Deutschland – zumeist in deren Hauptstädten ausgerichtet (siehe auch Veranstaltungsorte).
Als ein Pendant zur EuMW kann in den Vereinigten Staaten das vom IEEE jährlich dort veranstaltete International Microwave Symposium (Internationales Mikrowellen-Symposium) angesehen werden.

## Veranstaltungsorte
- EuMW 1998 Amsterdam[4]
- EuMW 1999 München
- EuMW 2000 Paris
- EuMW 2001 London
- EuMW 2002 Mailand
- EuMW 2003 München
- EuMW 2004 Amsterdam
- EuMW 2005 Paris
- EuMW 2006 Manchester
- EuMW 2007 München
- EuMW 2008 Amsterdam
- EuMW 2009 Rom
- EuMW 2010 Paris
- EuMW 2011 Manchester
- EuMW 2012 Amsterdam
- EuMW 2013 Nürnberg
- EuMW 2014 Rom
- EuMW 2015 Paris
- EuMW 2016 London
- EuMW 2017 Nürnberg
- EuMW 2018 Madrid
- EuMW 2019 Paris
- EuMW 2020 Utrecht
- EuMW 2021 London
- EuMW 2022 Mailand
- EuMW 2023 Berlin
- EuMW 2024 Paris
- EuMW 2025 Utrecht
- EuMW 2026 London
- EuMW 2027 Mailand
- EuMW 2028 Göteborg